# Sheaves Cove
Sheaves Cove is een plaats en local service district in de Canadese provincie Newfoundland en Labrador. De plaats bevindt zich aan de westkust van het eiland Newfoundland.

## Geschiedenis
Sinds 1987 hebben de inwoners van het in gemeentevrij gebied gelegen Sheaves Cove beperkt lokaal bestuur doordat de plaats een local service district werd.

## Geografie
Sheaves Cove ligt in het zuiden van het West-Newfoundlandse schiereiland Port au Port, aan de oevers van St. George's Bay. Het bestaat voornamelijk uit relatief verspreide bebouwing langs provinciale route 460. Zo'n 150 m ten zuiden van die route bevinden zich de Hidden Falls, watervallen waarvoor een toeristisch uitkijkpunt voorzien is.
De plaats grenst in het westen aan de gemeente Cape St. George en in het oosten aan het gehucht Lower Cove.

## Demografie
De designated place Sheaves Cove kent demografisch gezien, net zoals de meeste afgelegen plaatsen op Newfoundland, reeds jarenlang een dalende trend. Tussen 1991 en 2021 daalde de bevolkingsomvang van 169 naar 71. Dat komt neer op een daling van 98 inwoners (-58%) in dertig jaar tijd.
| Demografische ontwikkeling van Sheaves Cove tussen 1991 en 2021 |
| --------------------------------------------------------------- |
|                                                                 |
| Bron: Statistics Canada (1991–1996, 2001–2006, 2011–2016, 2021) |

## Galerij

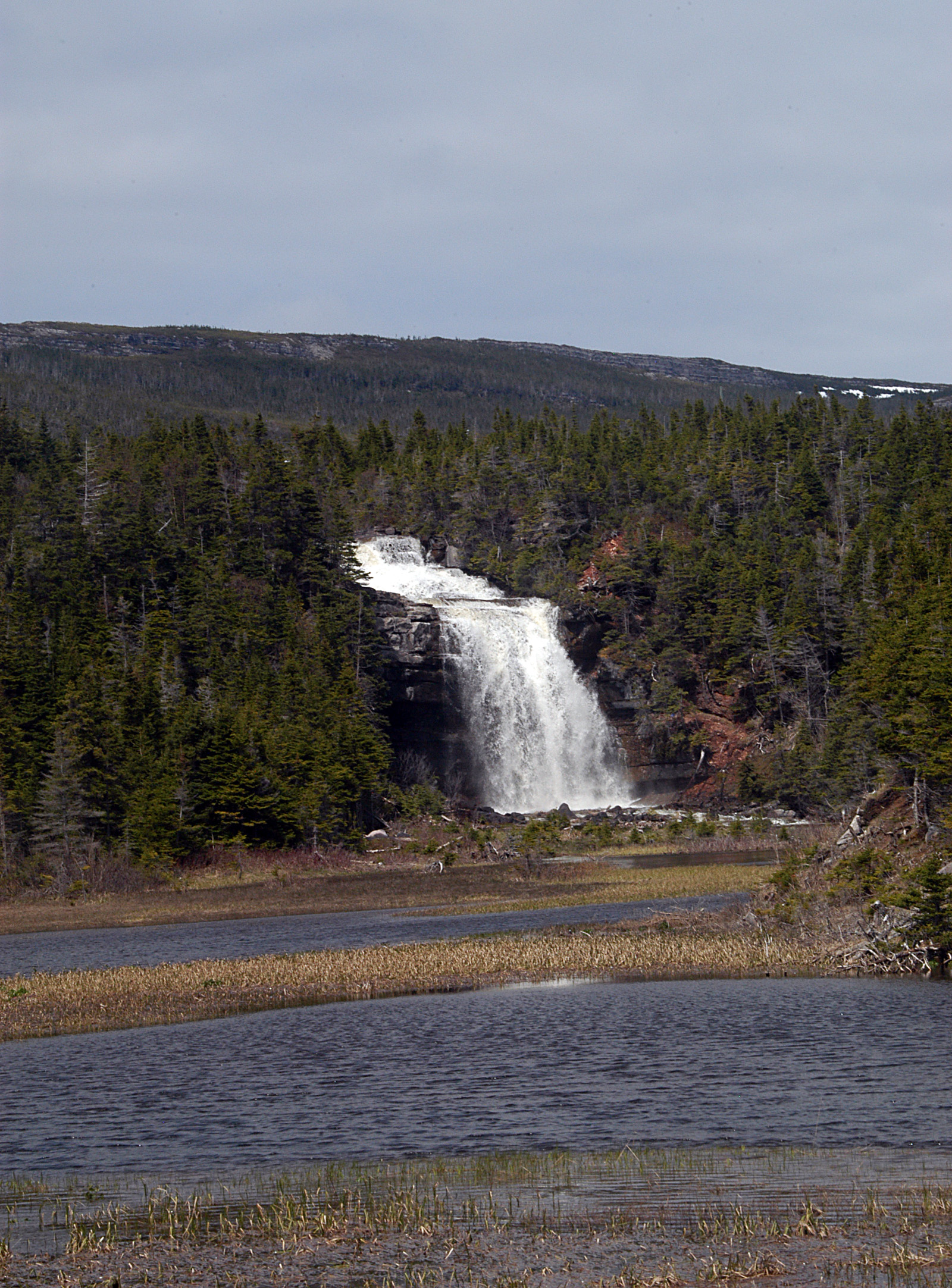
Zicht op de Hidden Falls bij een hoge waterstand in de beek
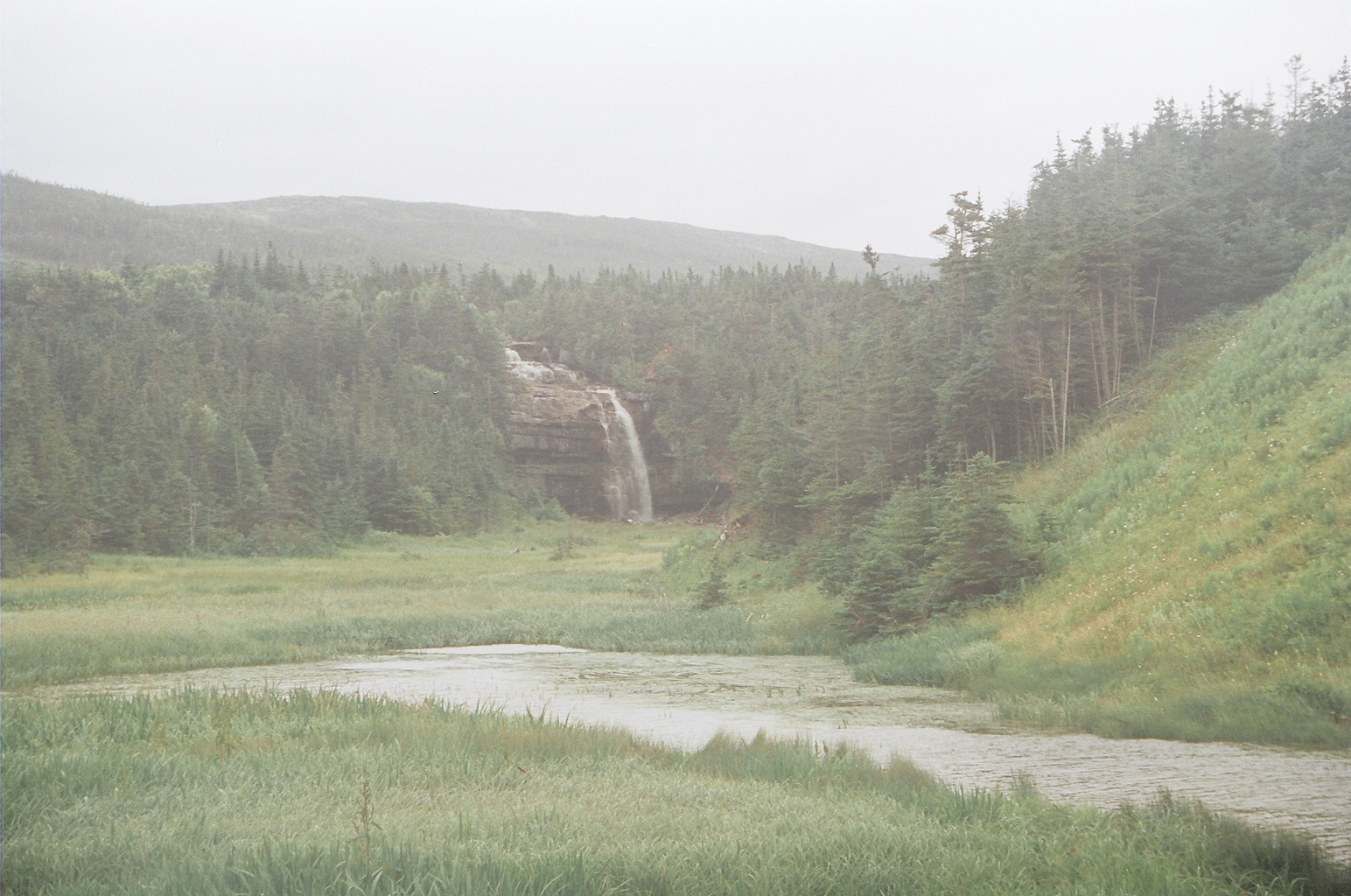
Dezelfde watervallen bij een lage waterstand in de beek
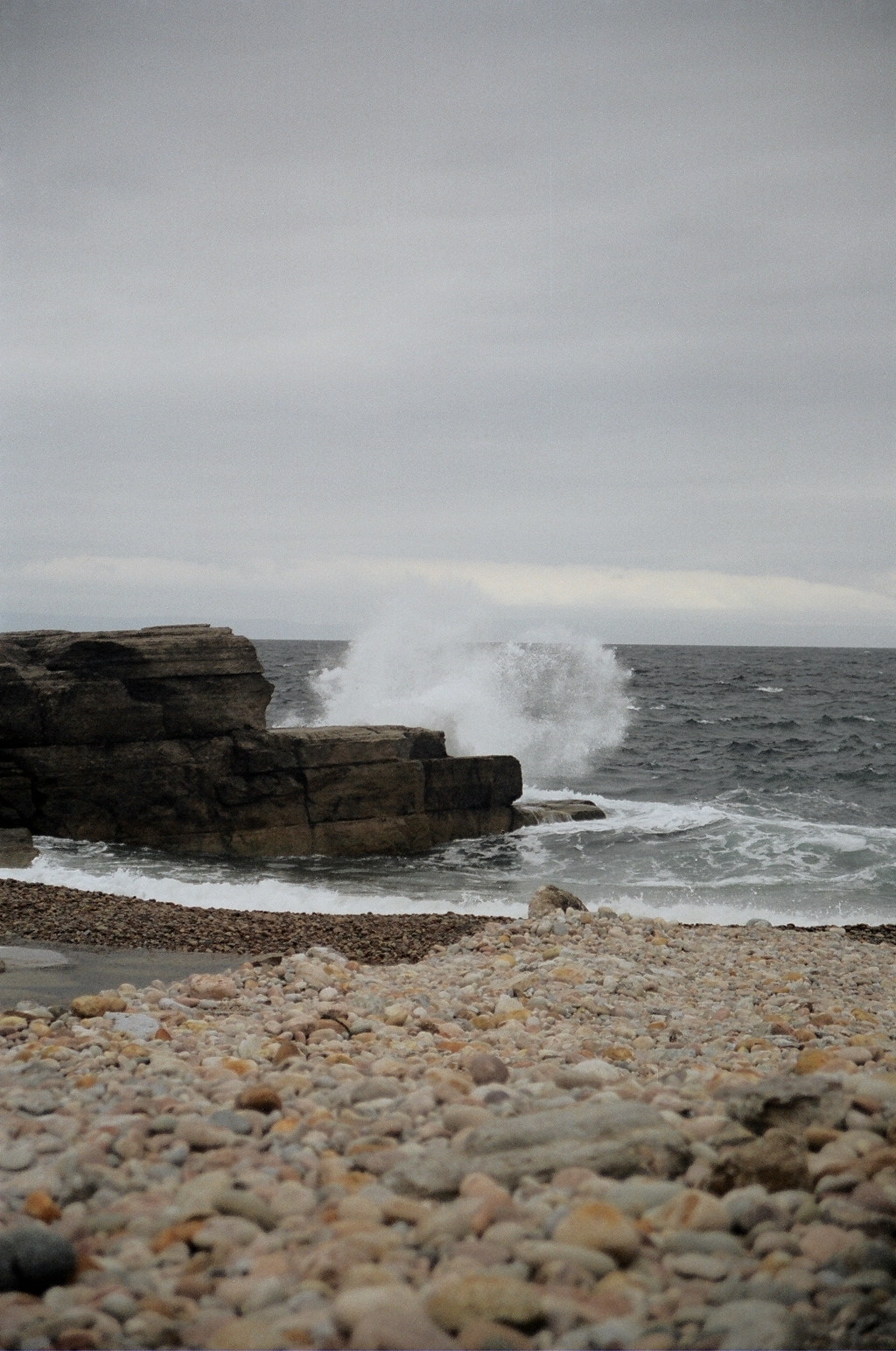
Een rots op het keienstrand van Sheaves Cove